# Пътуване до тайнствения остров
„Пътуване до тайнствения остров“ (на английски: Journey 2: The Mysterious Island) е американски фентъзи филм от 2012 г., продуциран и режисиран от Брад Пейтън, и по сценарий на Браян и Марк Гън. Като продължение на „Пътуване до центъра на Земята“ (2008), филмът е базиран на книгата „Тайнственият остров“ на Жул Верн през 1875 г. Във филма участват Дуейн Джонсън, Майкъл Кейн, Джош Хъчърсън, Ванеса Хъджинс, Луис Гусман и Кристин Дейвис.
„Пътуване до тайнствения остров“ е пуснат по кината на 10 февруари 2012 г. от „Уорнър Брос Пикчърс“, „Ню Лайн Синема“ и „Уолдън Медия“ със смесени отзиви, а по-късно е издаден на DVD/Blu-ray на 5 юни.

## Актьорски състав
| Актьор            | Роля                           |
| ----------------- | ------------------------------ |
| Дуейн Джонсън     | Ханк Парсънс                   |
| Джош Хъчърсън     | Шон Андерсън                   |
| Ванеса Хъджинс    | Кайлани Лагуатан               |
| Майкъл Кейн       | Александър Андерсън            |
| Луис Гусман       | Габато Лагуатан                |
| Кристин Дейвис    | Елизабет Парсънс               |
| Стивън Каудил     | Полицай Джим (приятел на Ханк) |
| Ана Колуел        | Джесика                        |
| Бранскомб Ричмънд | Пътеводителка                  |
| Уолтър Банксън    | Играч на хокей                 |

## В България
В България филмът е пуснат по кината на 17 февруари 2012 г. от „Александра Филмс“. По-късно е издаден на DVD и Blu-ray от „Филм Трейд“.
На 22 май 2017 г. е излъчен премиерно по „Би Ти Ви Синема“. Дублажът е на студио „Медиа Линк“. Екипът се състои от:
| Озвучаващи артисти  | Гергана Стоянова Тодор Георгиев Емил Емилов Виктор Танев |
| Преводач            | Елена Илиева                                             |
| Тонрежисьор         | Стамен Янев                                              |
| Режисьор на дублажа | Мария Ангелова                                           |